# Talk on Corners
Talk on Corners è il secondo album in studio del gruppo musicale irlandese The Corrs, pubblicato il 25 ottobre 1997 dalla Atlantic Records.

## Tracce
1. Only When I Sleep – 4:24 (The Corrs, Leiber, Peterson, Shanks)
2. When He's Not Around – 4:25 (The Corrs)
3. Dreams – 4:25 (Stevie Nicks)
4. What Can I Do? – 4:18 (The Corrs)
5. I Never Loved You Anyway – 4:26 (The Corrs, Sager)
6. So Young – 3:53 (The Corrs)
7. Don't Say You Love Me – 4:39 (The Corrs, Sager)
8. Love Gives Love Takes – 3:42 (The Corrs, DeViller, Hosein, Leiber, Piersa, Wolff)
9. Hopelessly Addicted – 4:03 (The Corrs, Leiber)
10. Paddy McCarthy (strumentale) – 4:58 (The Corrs)
11. Intimacy – 3:57 (Geraldo, Nowels, Steinberg)
12. Queen of Hollywood – 5:02 (The Corrs, Ballard, DeViller, Hosein)
13. No Good for Me – 4:00 (The Corrs)
14. Little Wing (feat. The Chieftains) – 5:08 (Jimi Hendrix)

Tracce bonus nella versione giapponese
1. Remember – 4:05 (The Corrs)
2. What I Know – 3:51 (The Corrs)

### Tour Edition (1997)
DISCO 1
1. Only When I Sleep – 4:24 (The Corrs, Leiber, Peterson, Shanks)
2. When He's Not Around – 4:25 (The Corrs)
3. Dreams– 4:01 (Stevie Nicks)
4. What Can I Do? – 4:18 (The Corrs)
5. I Never Loved You Anyway – 4:26 (The Corrs, Sager)
6. So Young – 3:53 (The Corrs)
7. Don't Say You Love Me – 4:39 (The Corrs, Sager)
8. Love Gives Love Takes – 3:42 (The Corrs, DeViller, Hosein, Leiber, Piersa, Wolff)
9. Hopelessly Addicted – 4:03 (The Corrs, Leiber)
10. Paddy McCarthy (strumentale) – 4:58 (The Corrs)
11. Intimacy – 3:57 (Geraldo, Nowels, Steinberg)
12. Queen of Hollywood – 5:02 (The Corrs, Ballard, DeViller, Hosein)
13. No Good for Me – 4:00 (The Corrs)
14. Little Wing (feat. The Chieftains) – 5:08 (Jimi Hendrix)
15. Runaway – 4:25 (The Corrs)
16. Forgiven, Not Forgotten – 4:15 (The Corrs)

DISCO 2 (Live in Concert)
1. I Never Loved You Anyway (versione acustica) – (The Corrs, Sager)
2. The Right Time (live) – (The Corrs)
3. Queen of Hollywood (live) – (The Corrs, Ballard, DeViller, Hosein)
4. Toss The Feathers (strumentale, live) – (The Corrs)
5. Closer (live) – (The Corrs)

### Special Edition – European Version (1998)
1. What Can I Do? (Tin Tin Out Remix) – 4:16 (The Corrs)
2. So Young (K-Klass Remix) – 4:14 (The Corrs)
3. Only When I Sleep – 4:24 (The Corrs, Leiber, Peterson, Shanks)
4. When He's Not Around – 4:25 (The Corrs)
5. Dreams (Tee's Radio) – 3:54 (Stevie Nicks)
6. I Never Loved You Anyway – 4:26 (The Corrs, Sager)
7. Don't Say You Love Me – 4:39 (The Corrs, Sager)
8. Love Gives Love Takes – 3:42 (The Corrs, DeViller, Hosein, Leiber, Piersa, Wolff)
9. Runaway (Tin Tin Out Remix) – 4:45 (The Corrs)
10. Hopelessly Addicted – 4:03 (The Corrs, Leiber)
11. Paddy McCarthy (strumentale) – 4:58 (The Corrs)
12. Intimacy – 3:57 (Geraldo, Nowels, Steinberg)
13. Queen of Hollywood – 5:02 (The Corrs, Ballard, DeViller, Hosein)
14. No Good for Me – 4:00 (The Corrs)
15. Little Wing (feat. The Chieftains) – 5:08 (Jimi Hendrix)

### Special Edition -  USA Version (1998)
1. What Can I Do? (Tin Tin Out Remix) – 4:16 (The Corrs)
2. Only When I Sleep – 4:24 (The Corrs, Leiber, Peterson, Shanks)
3. So Young (K-Klass Remix) – 4:14 (The Corrs)
4. Dreams (Tee's Radio) – 3:54 (Stevie Nicks)
5. Runaway (Tin Tin Out Remix) – 4:45 (The Corrs)
6. I Never Loved You Anyway (Remix) – 3:39 (The Corrs, Sager)
7. Paddy McCarthy (strumentale) – 4:58 (The Corrs)
8. Queen of Hollywood – 5:02 (The Corrs, Ballard, DeViller, Hosein)
9. Hopelessly Addicted – 4:03 (The Corrs, Leiber)
10. When He's Not Around – 4:25 (The Corrs)
11. No Good for Me – 4:00 (The Corrs)
12. Little Wing (feat. The Chieftains) – 5:08 (Jimi Hendrix)

## Formazione

### Gruppo
- Andrea Corr - voce principale, tin whistle
- Caroline Corr - batteria, bodhrán, seconda voce
- Jim Corr - chitarre, tastiera, accordeon, seconda voce
- Sharon Corr - violino, seconda voce

### Altri musicisti
- Anto Drennan – chitarre in What Can I Do?, So Young e Little Wing
- Keith Duffy – basso in Little Wing
- Oliver Leiber – chitarre in Only When I Sleep, Love Gives, Love Takes e Hopelessly Addicted
- John Shanks – chitarre in Only When I Sleep, Love Gives, Love Takes e Hopelessly Addicted
- Paul Peterson – tastiera e basso in Only When I Sleep e Hopelessly Addicted
- Matt Laug – batteria in Only When I Sleep, Love Gives, Love Takes e Hopelessly Addicted
- David Foster – tastiera in When He's Not Around, Don't Say You Love Me e No Good For Me.
- Michael Thompson – chitarra in When He's Not Around e Don't Say You Love Me
- John Robinson – batteria in I Never Loved You Anyway, Don't Say You Love Me e No Good For Me
- Tim Pierce – chitarra in I Never Loved You Anyway e No Good For Me
- Gota Yashiki – batteria in So Young
- Dean Parks – chitarra in Love Gives, Love Takes e Queen Of Hollywood
- John Gilutin – tastiera in Love Give, Love Takes
- Jeff Hull – tastiera in Intimacy
- Rick Nowels – chitarra in Intimacy
- Suzy Katayama – violoncello in Intimacy
- Lisa Wagner – violoncello in Intimacy
- Luis Conte – percussioni in Intimacy
- Dane DeViller – chitarre in Queen Of Hollywood
- Lance Morrison – basso in Queen Of Hollywood
- Mike Thompson – organo in Queen Of Hollywood
- Matt Chamberlain – batteria in Queen Of Hollywood
- Paddy Moloney – uilleann pipes e tin whistle in Little Wing
- Derek Bell – arpa in Little Wing
- Sean Keane – fiddle in Little Wing
- Martin Fay – fiddle in Little Wing
- Matt Malloy – flauto in Little Wing
- Kevin Conneff – bodhrán in Little Wing

## Classifiche
| Classifica (1997)                | Posizione massima |
| -------------------------------- | ----------------- |
| Australia                        | 3                 |
| Austria                          | 9                 |
| Belgio (Fiandre)                 | 5                 |
| Belgio (Vallonia)                | 12                |
| Finlandia                        | 2                 |
| Francia                          | 5                 |
| Germania                         | 9                 |
| Irlanda                          | 1                 |
| Malesia                          | 1                 |
| Norvegia                         | 2                 |
| Nuova Zelanda                    | 1                 |
| Paesi Bassi                      | 13                |
| Regno Unito                      | 1                 |
| Singapore                        | 1                 |
| Spagna                           | 3                 |
| Stati Uniti                      | 72                |
| Stati Uniti (heatseekers albums) | 13                |
| Svezia                           | 3                 |
| Svizzera                         | 15                |

## Date di pubblicazione
- 1997, Irlanda, Atlantic 7567-83206-2, Data di distribuzione 25 ottobre 1997, CD
- 1997, Giappone, Warner AMCY-2319, Data di distribuzione ? ? 1997, CD (con due bonus track)
- 1998, Australia, Atlantic 80885-2, Data di distribuzione ? ? 1998, CD (doppio album con 5 bonus track live in concert I Never Loved You Anyway (acustica), The Right Time, Queen Of Hollywood, Toss The Feathers & Closer)
- 1998, Australia, Atlantic 80885-4, Data di distribuzione ? ? 1998, Cassetta (doppio album con 5 bonus track live in concert I Never Loved You Anyway (acustica), The Right Time, Queen Of Hollywood, Toss The Feathers & Closer)
- 1998, Gran Bretagna, Atlantic?, Data di distribuzione 9 novembre 1998, CD (special edition European version)
- 1999, Taiwan, Atlantic 80917-2, Data di distribuzione ? ? 1999, CD (special edition European version from Taiwan)
- 1999, USA, Atlantic?, Date di distribuzione 16 febbraio 1999, CD (special edition USA version)
- 2001, Australia, Atlantic 7567-80963-2, Date di distribuzione ? ? 2001, CD (insieme a "Forgiven, Not Forgotten")
- 2001, Francia, Warner 7567-93055-2, Data di distribuzione ? ? 2001, CD (come disco d'oro - limited collectors edition)